# Saint-Laurent-Bretagne
 Saint-Laurent-Bretagne  es una población y comuna francesa, en la región de Nueva Aquitania, departamento de Pirineos Atlánticos, en el distrito de Pau y cantón de País de Morlaàs y de Montanérès.

## Demografía
| 301 | 297 | 278 | 325 | 349 | 362 |
| Para los censos de 1962 a 1999 la población legal corresponde a la población sin duplicidades (Fuente: INSEE [Consultar]) |     |     |     |     |     |

## Hermanamientos
- Loarre, España.[3]